# SWR Kultur
SWR Kultur ist das Kulturprogramm des Südwestrundfunks. Es entstand 1998 unter dem Namen SWR2 als Nachfolger von S2 Kultur, das in Kooperation zwischen SDR und SWF produziert worden war. Das offizielle Sendegebiet umfasst Baden-Württemberg und Rheinland-Pfalz; zu bestimmten Zeiten strahlt SWR Kultur auch separate Landesprogramme aus. Sitz der Anstalt ist das SWR-Funkhaus in Baden-Baden.

## Geschichte
Mit dem Start von SWR2 im Sommer 1998 bekam das Kulturprogramm des SWR eine einheitliche Struktur unter einer Programmleitung. Die Redaktionen wurden in Baden-Baden zusammengeführt, lediglich die Landeskulturredaktionen blieben sowohl in Stuttgart als auch in Mainz.  Inhaltlich stand SWR2 jedoch in direkter Folge zum Vorgänger S2 Kultur. Das S2-Programmschema wurde – mit geringfügigen Änderungen – auf SWR2 übertragen. Seit Beginn des Programms fanden immer wieder Programmreformen statt.
Der SWF und später der SWR (deutlich weniger jedoch der SDR) haben seit den 1990er-Jahren ihre ersten und dritten Hörfunkprogramme immer stärker formatiert, weshalb viele Informationssendungen, Sendeplätze für Features oder Hörspiele ins zweite Programm verlagert wurden. Auch wurden Musikarten wie Jazz oder Blues von der U- zur E-Musik, und damit stärker als zuvor ins zweite Programm verlagert.
Seit 2008 ist das Programm von erheblichen Einsparungen im Etat betroffen. So entfiel die regional nach Ländern gesplittete Verbreitung von Sendungen wie Journal aus Baden-Württemberg/Rheinland-Pfalz oder SWR2 aus dem Land: Feature/Musik. Seit 2011 wird das ARD-Nachtkonzert täglich von 0 bis 6 Uhr übernommen (statt wie zuvor nur bis 5 Uhr, und an manchen Tagen erst ab 2 Uhr), das von SWR2 veranstaltete ARD-Nachtkonzert in der Nacht von Freitag auf Samstag wurde 2011 gestrichen, die Sendungen Dschungel und Leben 2012 zu Tandem zusammengelegt. Bis 2020 ist der Etat gegenüber 2010 um 25 % gesunken.
Zum 1. Februar 2017 löste Wolfgang Gushurst den bisherigen Programmchef Johannes Weiß ab, der in den Ruhestand ging.
Am 15. April 2024 wurde SWR2 in SWR Kultur umbenannt. Begründung war, man wolle alle Kulturinhalte des SWR unter einer gemeinsamen Marke bündeln. Zuvor hatte man bereits die beiden Kulturmagazine im Fernsehprogramm, Kunscht! (Baden-Württemberg) und Landesart (Rheinland-Pfalz) durch eine gemeinsame Sendung ersetzt, die ebenfalls SWR Kultur heißt.

## Programm
SWR Kultur richtet sich an Menschen, die besonders an Kultur- und Wissensthemen interessiert sind, sowie an die Freunde vor allem der klassischen Musik. Von einzelnen Magazinsendungen abgesehen, wechseln sich im Laufe des Tages in der Regel längere Wort- mit längeren Musiksendungen ab. Dabei wird auf unterschiedliche Sendeformen zurückgegriffen, u. a. Magazin, Feature, Essay, Hörspiel, Lesung, Vortrag und Diskussionsrunde.
Im Unterschied zu anderen Programmen zeichnet sich SWR Kultur auch dadurch aus, dass auch in den hörerstarken Zeiten (morgens vor 9:00 Uhr und nachmittags ab 17 Uhr) lange Sende-Formate laufen: Die Feature-Reihe Das Wissen um 8:30 Uhr hat sich dabei auch zu einem der erfolgreichsten Podcasts in Deutschland entwickelt. Das SWR Kultur Forum um 17:05 wiederum ist eine werktägliche 45-minütige Diskussionssendung. Seit 2007 wird das Bildungsprogramm durch das Archivradio ergänzt, das seit 2017 auch ein eigenständiger Podcast ist.
Im Musikprogramm dominiert die sogenannte ernste Musik. Daneben ist auch Anspruchsvolles aus den Bereichen Pop, Chanson, Jazz, Welt- und Experimentalmusik zu hören. Außerdem überträgt SWR Kultur live oder als Mitschnitt alle Konzerte der Donaueschinger Musiktage, der Schwetzinger SWR Festspiele und von RheinVokal.

## Empfang
SWR Kultur ist in Baden-Württemberg und Rheinland-Pfalz fast flächendeckend über UKW, DAB+ und Satellit (DVB-S) empfangbar. Im Nordwesten von Rheinland-Pfalz fehlen, im Vergleich zu den anderen SWR-Programmen, die UKW-Frequenzen an den Sendern Linz und Daun/Scharteberg. Dies ist Folge eines Frequenzmangels in dieser Region. Bei der Einführung seines vierten Hörfunkprogramms (heute SWR4) zog der damalige Südwestfunk die Massenwelle dem Kulturprogramm vor und schaltete auf die ehemaligen SWF2-Frequenzen ohne Ersatz das Programm SWF4 auf. In ähnlicher Art ging der damalige Süddeutsche Rundfunk am Standort Stuttgart vor, dort konnte aber eine ursprünglich für den Privatrundfunk vorgesehene, leistungsstarke Frequenz für SWR Kultur (bzw. damals: S2 Kultur) eingeklagt werden.
Weiterhin wird der Empfang auf der Website des Senders über einen Webradio-Stream angeboten, zudem können dort einzelne Sendungen als Podcasts abonniert werden.

## SWR2 Kulturservice
Um Hörer zu binden, hatte SWR2 im Jahr 2003 einen „RadioClub“ gegründet, dessen Mitglieder für ausgewählte kulturelle Veranstaltungen im Sendegebiet ermäßigten Eintritt erhalten konnten und das SWR2 Programmheft zugesandt bekamen. Zum Beginn des Jahres 2010 wurde dieser aber wieder eingestellt und durch eine kostenlose Kulturkarte ersetzt.

## Senderlogos

Logo von 1998 bis 2004
Logo von 2004 bis 2007
Logo von 2007 bis 2014
Logo von 2015 bis 2019
Logo von 2019 bis 2024
Logo seit 2024